# Pallavolo Padova 2019-2020
Questa voce raccoglie le informazioni riguardanti la Pallavolo Padova nelle competizioni ufficiali della stagione 2019-2020.

## Organigramma societario
Area direttiva
- Presidente: Fabio Cremonese
- Vicepresidente: Igino Negro
- Segreteria generale: Stefania Bottaro
- Segreteria: Samuela Schiavon
- Amministrazione: Marzia Paladin
- Team manager: Sandro Camporese
- General manager: Stefano Santuz
- Addetto agli arbitri: Mario Rengruber
- Responsabile palasport: Stefano Santuz
- Dirigente: Riccardo Berto
- Logistica palasport: Alessandro La Torre

Area tecnica
- Allenatore: Valerio Baldovin
- Allenatore in seconda: Andrea Zappaterra
- Scout man: Alberto Salmaso
- Responsabile tecnico settore giovanile: Valerio Baldovin
- Coordinatore settore giovanile: Monica Mezzalira

Area comunicazione
- Ufficio stampa: Alberto Sanavia
- Social media manager: Lucrezia Maso
- Speaker: Gianluca Garghella
- Fotografo: Alessandra Lazzarotto

Area marketing
- Ufficio marketing: Marco Gianesello

Area sanitaria
- Staff medico: Paola Pavan, Davide Tietto
- Fisioterapista: Davide Giulian, Daniele Salvagnini
- Preparatore atletico: Davide Grigoletto
- Assistente preparatore atletico: Fabio Sarto
- Osteopata: Mirko Pianta

## Rosa
| N° | Nome                 | Ruolo | Data di nascita   | Nazionalità sportiva |
| -- | -------------------- | ----- | ----------------- | -------------------- |
| 1  | Alberto Polo         | C     | 7 settembre 1995  | Italia               |
| 2  | Nicolò Bassanello    | L     | 3 aprile 1996     | Italia               |
| 6  | Francesco Fusaro     | C     | 30 maggio 1999    | Italia               |
| 7  | Francesco Cottarelli | P     | 16 ottobre 1996   | Italia               |
| 8  | Andrea Canella       | C     | 19 gennaio 1998   | Italia               |
| 9  | Santiago Danani      | L     | 12 dicembre 1995  | Argentina            |
| 10 | Marco Volpato        | C     | 5 maggio 1990     | Italia               |
| 12 | Mattia Bottolo       | S     | 3 gennaio 2000    | Italia               |
| 13 | Dragan Travica       | P     | 28 agosto 1986    | Italia               |
| 14 | Yūki Ishikawa        | S     | 11 dicembre 1995  | Giappone             |
| 17 | Nicolò Casaro        | O     | 25 ottobre 1994   | Italia               |
| 18 | Luigi Randazzo       | S     | 30 aprile 1994    | Italia               |
| 19 | Fernando Hernández   | O     | 11 settembre 1989 | Cuba                 |
| 21 | Ryley Barnes         | S     | 11 ottobre 1993   | Canada               |

## Mercato
| Acquisti | Acquisti           | Acquisti      | Acquisti   |
| R.       | Nome               | da            | Modalità   |
| -------- | ------------------ | ------------- | ---------- |
| C        | Andrea Canella     | You Energy    | definitivo |
| O        | Nicolò Casaro      | Folgore Massa | definitivo |
| O        | Fernando Hernández | Emma Villas   | definitivo |
| S        | Yūki Ishikawa      | Emma Villas   | definitivo |

| Cessioni | Cessioni          | Cessioni            | Cessioni   |
| R.       | Nome              | a                   | Modalità   |
| -------- | ----------------- | ------------------- | ---------- |
| S        | Lazar Ćirović     | Radnički Kragujevac | definitivo |
| S        | Enrico Lazzaretto | Porto Viro          | definitivo |
| S        | Yacine Louati     | Milano              | definitivo |
| O        | Petar Premović    | FC Tokyo            | definitivo |
| C        | Matteo Sperandio  | Porto Viro          | definitivo |
| O        | Maurice Torres    | Mets de Guaynabo    | definitivo |

## Risultati

### Superlega

#### Girone di andata
| 1ª giornata - 20 ottobre 2019 PalaPanini, Modena              | Modena            | 3 - 0 | Padova             | 25-21, 25-19, 25-15               |
| 2ª giornata - 27 ottobre 2019 PalaSanLazzaro, Padova          | Padova            | 3 - 0 | Callipo            | 26-24, 25-23, 25-23               |
| 4ª giornata - 10 novembre 2019 PalaCoccia, Veroli             | Argos             | 0 - 3 | Padova             | 21-25, 23-25, 15-25               |
| 5ª giornata - 14 novembre 2019 PalaSanLazzaro, Padova         | Padova            | 1 - 3 | Sir Safety Perugia | 17-25, 25-19, 21-25, 18-25        |
| 6ª giornata - 17 novembre 2019 PalaSanLazzaro, Padova         | Padova            | 0 - 3 | BluVolley Verona   | 19-25, 17-25, 21-25               |
| 7ª giornata - 20 novembre 2019 PalaTrento, Trento             | Trentino          | 2 - 3 | Padova             | 25-20, 20-25, 19-25, 25-23, 19-21 |
| 8ª giornata - 23 novembre 2019 PalaSanLazzaro, Padova         | Padova            | 3 - 1 | Top Volley Latina  | 25-20, 25-15, 18-25, 25-22        |
| 9ª giornata - 28 novembre 2019 PalaBanca, Piacenza            | You Energy        | 3 - 2 | Padova             | 25-22, 29-31, 28-26, 28-30, 15-11 |
| 10ª giornata - 1º dicembre 2019 PalaSanLazzaro, Padova        | Padova            | 3 - 2 | Powervolley Milano | 25-22, 21-25, 19-25, 25-22, 15-10 |
| 11ª giornata - 8 dicembre 2019 PalaDeAndré, Ravenna           | Porto Robur Costa | 3 - 0 | Padova             | 25-18, 25-18, 25-19               |
| 12ª giornata - 15 dicembre 2019 PalaSanLazzaro, Padova        | Padova            | 0 - 3 | Lube               | 12-25, 20-25, 18-25               |
| 13ª giornata - 21 dicembre 2019 PalaPiantanida, Busto Arsizio | Milano            | 3 - 2 | Padova             | 25-20, 25-23, 19-25, 23-25, 18-16 |

#### Girone di ritorno
| 14ª giornata - 26 dicembre 2019 PalaSanLazzaro, Padova                     | Padova             | 3 - 1 | Modena            | 25-23, 22-25, 25-19, 25-23        |
| 15ª giornata - 21 febbraio 2020 PalaMaiata, Vibo Valentia                  | Callipo            | 3 - 1 | Padova            | 24-26, 25-20, 25-22, 25-23        |
| 17ª giornata - 26 gennaio 2020 PalaSanLazzaro, Padova                      | Padova             | 3 - 1 | Argos             | 20-25, 25-14, 25-18, 25-23        |
| 18ª giornata - 2 febbraio 2020 PalaEvangelisti, Perugia                    | Sir Safety Perugia | 3 - 1 | Padova            | 25-23, 19-25, 25-20, 25-21        |
| 19ª giornata - 5 febbraio 2020 PalaOlimpia, Verona                         | BluVolley Verona   | 0 - 3 | Padova            | 21-25, 23-25, 20-25               |
| 20ª giornata - 9 febbraio 2020 PalaSanLazzaro, Padova                      | Padova             | 2 - 3 | Trentino          | 25-19, 20-25, 18-25, 30-28, 18-20 |
| 21ª giornata - 16 febbraio 2020 Palazzetto dello Sport, Cisterna di Latina | Top Volley Latina  | 3 - 0 | Padova            | 25-18, 27-25, 28-26               |
| 22ª giornata - 11 marzo 2020 PalaSanLazzaro, Padova                        | Padova             | -     | You Energy        | annullata                         |
| 23ª giornata - 8 marzo 2020 PalaLido, Milano                               | Powervolley Milano | -     | Padova            | annullata                         |
| 23ª giornata - 15 marzo 2020 PalaSanLazzaro, Padova                        | Padova             | -     | Porto Robur Costa | annullata                         |
| 24ª giornata - 22 marzo 2020 PalaCivitanova, Civitanova Marche             | Lube               | -     | Padova            | annullata                         |
| 26ª giornata - 29 marzo 2020 PalaSanLazzaro, Padova                        | Padova             | -     | Milano            | annullata                         |

### Coppa Italia

#### Fase a eliminazione diretta
| Quarti di finale - 22 gennaio 2020 PalaEvangelisti, Perugia | Sir Safety Perugia | 3 - 0 | Padova | 25-16, 27-25, 25-17 |

## Statistiche

### Statistiche di squadra
| Competizione | Punti | In casa | In casa | In casa | In trasferta | In trasferta | In trasferta | Totale | Totale | Totale |
| Competizione | Punti | G       | V       | P       | G            | V            | P            | G      | V      | P      |
| ------------ | ----- | ------- | ------- | ------- | ------------ | ------------ | ------------ | ------ | ------ | ------ |
| Superlega    | 25    | 9       | 5       | 4       | 10           | 3            | 7            | 19     | 8      | 11     |
| Coppa Italia | -     | 0       | 0       | 0       | 1            | 0            | 1            | 1      | 0      | 1      |
| Totale       | -     | 9       | 5       | 4       | 11           | 3            | 8            | 20     | 8      | 12     |

G = partite giocate; V = partite vinte; P = partite perse